# Chanoz-Châtenay
Chanoz-Châtenay là một xã ở tỉnh Ain, vùng Auvergne-Rhône-Alpes thuộc miền đông nước Pháp.